# 九州地方の道路一覧
九州・沖縄地方の道路一覧（きゅうしゅうちほうのどうろいちらん）は、九州・沖縄地方の道路を九州・沖縄地方内の地域別に分けた一覧である。

## 解説
- 「超広域」とは、その地域を走り、なおかつ他の地域にまたがって走る道路である。
- 「広域」とは、その地域内の複数の部分にまたがった道路である。地域内で完結している。
- 「未区分」は、地域内の区分が編集されていない。

## 超広域
- E2A 関門橋（下関 - 門司）
- 国道2号（大阪府大阪市北区 - 福岡県北九州市門司区）
- 国道197号（高知県高知市 - 大分県大分市）

## 広域
- E3 九州自動車道（門司 - 鹿児島）
- E10 宮崎自動車道（えびのJCT - 宮崎）
  - 広義では、門司 - えびのJCTは九州道・宮崎道（九州縦貫自動車道宮崎線）の重複区間
- E34 長崎自動車道（長崎 - 鳥栖JCT）
- E34 大分自動車道（鳥栖JCT - 日出JCT）
- E10/E78 東九州自動車道（北九州JCT - みやこ豊津、椎田南IC - 宇佐IC、速見 - 日出JCT、大分米良 - 北川、門川 - 清武南、日南北郷 - 日南東郷、志布志 - 隼人東）
  - 加治木JCT/IC - 鹿児島間は九州道との重複区間。
- E35 西九州自動車道（福重JCT - 武雄JCT）
- E3A 南九州自動車道
- E77 九州中央自動車道（嘉島JCT - 山都通潤橋IC）
- 国道3号（福岡県北九州市門司区 - 鹿児島県鹿児島市）
- 国道10号（福岡県北九州市門司区 - 鹿児島県鹿児島市）
- 国道34号（佐賀県鳥栖市 - 長崎県長崎市）
- 国道35号（佐賀県武雄市 - 長崎県佐世保市）
- 国道57号（大分県大分市 - 長崎県長崎市）
- 国道58号（鹿児島県鹿児島市 - 沖縄県那覇市）
  - 和瀬バイパス
- 国道202号（福岡県福岡市博多区 - 長崎県長崎市）
- 国道204号（佐賀県唐津市 - 長崎県佐世保市）
- 国道207号（佐賀県佐賀市 - 長崎県西彼杵郡時津町）
- 国道208号（熊本県熊本市中央区 - 佐賀県佐賀市）
- 国道210号（福岡県久留米市 - 大分県大分市）
- 国道211号（大分県日田市 - 福岡県北九州市八幡西区）
- 国道212号（大分県中津市 - 熊本県阿蘇市）
- 国道218号（熊本県熊本市中央区 - 宮崎県延岡市）
- 国道219号（熊本県熊本市中央区 - 宮崎県宮崎市）
- 国道220号（宮崎県宮崎市 - 鹿児島県霧島市）
- 国道221号（熊本県人吉市 - 宮崎県都城市）
- 国道222号（宮崎県日南市 - 鹿児島県曽於市 - 宮崎県都城市）
- 国道223号（宮崎県小林市 - 鹿児島県霧島市）
- 国道263号（福岡県福岡市城南区 - 佐賀県佐賀市）
- 国道264号（佐賀県佐賀市 - 福岡県久留米市）
- 国道265号（宮崎県小林市 - 熊本県阿蘇市）
- 国道267号（熊本県人吉市 - 鹿児島県薩摩川内市）
- 国道268号（熊本県水俣市 - 宮崎県宮崎市）
- 国道269号（鹿児島県指宿市 - 宮崎県宮崎市）
- 国道324号（長崎県長崎市 - 熊本県宇城市）
- 国道325号（福岡県久留米市 - 宮崎県西臼杵郡高千穂町）
- 国道326号（宮崎県延岡市 - 大分県豊後大野市）
- 国道327号（宮崎県日向市 - 熊本県上益城郡山都町）
- 国道382号（長崎県対馬市 - 佐賀県唐津市）
- 国道383号（長崎県平戸市 - 佐賀県伊万里市）
- 国道385号（福岡県柳川市 - 福岡県福岡市博多区）
- 国道386号（大分県日田市 - 福岡県筑紫野市）
- 国道387号（大分県宇佐市 - 熊本県熊本市）
- 国道388号（大分県佐伯市 - 熊本県球磨郡湯前町）
- 国道389号（福岡県大牟田市 - 鹿児島県阿久根市）
- 国道442号（大分県大分市 - 福岡県大川市）
- 国道443号（福岡県大川市 - 熊本県八代郡氷川町）
- 国道444号（長崎県大村市 - 佐賀県佐賀市）
- 国道446号（宮崎県日向市 - 熊本県球磨郡湯前町）
- 国道447号（宮崎県えびの市 - 鹿児島県出水市）
- 国道448号（鹿児島県指宿市 - 宮崎県宮崎市）
- 国道496号（福岡県行橋市 - 大分県日田市）
- 国道497号（福岡県福岡市 - 佐賀県武雄市）
- 国道498号（佐賀県鹿島市 - 長崎県佐世保市）
- 国道499号（長崎県長崎市 - 鹿児島県阿久根市）
- 国道500号（大分県別府市 - 佐賀県鳥栖市）
- 国道501号（福岡県大牟田市 - 熊本県宇土市）
- 国道503号（熊本県阿蘇郡高森町 - 宮崎県日向市）
- 鳥栖筑紫野道路（福岡県筑紫野市 - 佐賀県鳥栖市）
- 三瀬トンネル（福岡県福岡市早良区 - 佐賀県佐賀市）
- 有明海沿岸道路（福岡県大牟田市 - 佐賀県鹿島市）
- 国見道路（佐賀県伊万里市 - 長崎県佐世保市）
- 二丈浜玉道路（福岡県糸島市 - 佐賀県唐津市）
- 都城志布志道路（宮崎県都城市 - 鹿児島県志布志市）

## 福岡県

### 広域
- 国道200号（北九州市八幡西区 - 筑紫野市）
  - 直方バイパス（北九州市八幡西区 - 直方市）
  - 飯塚バイパス（直方市‐飯塚市）
  - 冷水道路（飯塚市 - 筑紫野市）
- 国道201号（福岡市東区 - 京都郡苅田町）
  - 福岡東バイパス（福岡市東区‐糟屋郡篠栗町）
  - 八木山バイパス（糟屋郡篠栗町 - 飯塚市）
  - 飯塚庄内田川バイパス（飯塚市 - 田川市）
- 国道209号（大牟田市 - 久留米市）
- 国道322号（北九州市 - 久留米市）
- 国道495号（北九州市 - 福岡市）
- 福岡高速2号線（福岡市博多区 - 太宰府市）
- 福岡高速4号線（福岡市東区 - 糟屋郡粕屋町 - 福岡市東区）
- E10 東九州自動車道並行路線
  - 椎田道路（行橋市 - 築上郡築上町）
- 行橋バイパス（京都郡苅田町 - 行橋市）
- 田川直方バイパス（田川市 - 直方市）

### 県道
- 福岡県の県道一覧

### 福岡市
- 福岡高速1号線
- 福岡高速3号線
- 福岡高速5号線
- 福岡高速6号線
- 福岡外環状道路

### 北九州市
- 北九州高速1号線
- 北九州高速2号線
- 北九州高速3号線
- 北九州高速4号線
- 北九州高速5号線
- 都市計画道路戸畑枝光線
- 国道198号（門司港 - 北九州市門司区西本町）
- 国道199号（北九州市門司区 - 北九州市八幡西区）
  - 若戸大橋
  - 新若戸道路
- 黒崎バイパス
- 曽根バイパス
- 戸畑バイパス

## 佐賀県
- 国道203号（唐津市 - 佐賀市）
  - 佐賀唐津道路（佐賀市 - 唐津市）
    - 厳木バイパス
    - 厳木多久道路
- 国道323号（佐賀市 - 唐津市）
- 鹿島バイパス
- 中村バイパス
- 大坪バイパス
- 松浦バイパス
- 若木バイパス
- 三田川バイパス

### 県道
- 佐賀県の県道一覧

## 長崎県
- 国道205号（佐世保市 - 東彼杵郡東彼杵町）
- 国道206号（長崎市 - 佐世保市）
- 国道251号（長崎市 - 諫早市）
- 国道384号（五島市 - 佐世保市）
- 西海パールライン有料道路（ハウステンボス - 西海橋）
- E96 長崎バイパス
- E34 ながさき出島道路
- 平戸大橋
- 生月大橋
- 大島大橋
- 川平有料道路

### 県道
- 長崎県の県道一覧

## 熊本県
- E77 九州中央自動車道並行路線
  - 矢部清和道路（熊本県上益城郡山都町）
  - 蘇陽五ヶ瀬道路（熊本県上益城郡山都町 - 宮崎県西臼杵郡五ヶ瀬町）
- 国道266号（天草市 - 熊本市）
  - 天草パールライン
  - 熊本浜線バイパス
- 国道445号（熊本市 - 人吉市）
- 熊本環状道路（熊本市南区 - 熊本市西区）
  - 熊本東バイパス
  - 熊本北バイパス
  - 熊本西環状道路
- 熊本天草幹線道路（天草市 - 熊本市）
- 阿蘇山公園道路（阿蘇市）
- 清水バイパス
- 川尻バイパス
- 玉名バイパス

### 県道
- 熊本県の県道一覧

## 大分県
- 国道213号（別府市 - 中津市）
- 国道217号（大分市 - 佐伯市）
- 国道502号（臼杵市 - 竹田市）
- 久住高原ロードパーク
- E10 東九州自動車道並行路線
  - 宇佐別府道路（宇佐市 - 速見郡日出町）
- 中津日田道路（中津市 - 日田市）
- E97 大分空港道路（速見郡日出町 - 国東市）
  - E97 日出バイパス（速見郡日出町 - 別府市）

### 県道
- 大分県の県道一覧

## 宮崎県
- E10 宮崎自動車道（えびのJCT - 宮崎市）
- 都城志布志道路（都城市 - 志布志市）
  - 都城道路
  - 都城東環状線
- E10/E78 東九州自動車道並行路線
  - 延岡道路
  - 延岡南道路（延岡市 - 東臼杵郡門川町）
  - 日南・志布志道路（日南市）
  - 油津・夏井道路（日南市 - 串間市）
- E77 九州中央自動車道並行路線
  - 蘇陽五ヶ瀬道路（熊本県上益城郡山都町 - 宮崎県西臼杵郡五ヶ瀬町）
  - 五ヶ瀬高千穂道路（西臼杵郡五ヶ瀬町 - 同高千穂町）
  - 高千穂雲海橋道路（西臼杵郡高千穂町 - 同日之影町）
  - 高千穂日之影道路（西臼杵郡高千穂町 - 同日之影町）
  - 北方延岡道路（延岡市）
- 小倉ヶ浜道路
- 延岡インターアクセス道路
- 新富バイパス
- 宮崎東環状道路（宮崎IC - 西都市）
  - E98 一ツ葉道路
  - 広瀬バイパス
  - 春田バイパス
- 宮崎環状道路（宮崎IC - 佐土原町）
  - 住吉道路
- 宮崎北バイパス
- 宮崎西バイパス
- 宮崎南バイパス
- 青島バイパス

### 県道
- 宮崎県の県道一覧

## 鹿児島県
- 国道224号（垂水市 - 鹿児島市）
- 国道225号（枕崎市 - 鹿児島市）
- 国道226号（南さつま市 - 鹿児島市）
- 国道270号（枕崎市 - いちき串木野市）
- 国道328号（鹿児島市 - 出水市）
- 国道504号（鹿屋市 - 出水市）
- 指宿スカイライン
- E78 東九州自動車道並行路線
  - 日南・志布志道路（志布志市）
  - 油津・夏井道路（志布志市）
  - 隼人道路（霧島市 - 姶良市）
- 都城志布志道路（都城市 - 志布志市）
- 大隅縦貫道（鹿屋市 - 肝属郡南大隅町）
  - 串良鹿屋道路
- 佐多岬ロードパーク

### 県道
- 鹿児島県の県道一覧

## 沖縄県

### 広域
- E58 沖縄自動車道（許田 - 那覇）
- E58 那覇空港自動車道（一般国道としては国道506号、西原JCT - 那覇空港）
- 国道329号（名護市 - 那覇市）
- 国道330号（沖縄市 - 那覇市）
- 国道331号（那覇市 - 国頭郡大宜味村）
- 国道390号（石垣市 - 那覇市）
- 国道449号（国頭郡本部町 - 名護市）
- 国道505号（国頭郡本部町 - 名護市）
- 国道507号（糸満市 - 那覇市）
- 沖縄西海岸道路（中頭郡読谷村 - 糸満市）

### 県道
- 沖縄県の県道一覧

### 那覇市
- 国道332号（那覇空港 - 那覇市垣花町）